# Anna Sztyepanovna Politkovszkaja
Anna Sztyepanovna Politkovszkaja (oroszul: А́нна Степа́новна Политко́вская, New York, 1958. augusztus 30. – Moszkva, 2006. október 7.) oroszországi újságíró. A Novaja gazeta kiadvány sajtótitkára, közéleti szereplő, jogvédő és író volt. Különös figyelmet szentelt az első csecsen háborúnak és a második csecsen háborúnak. 2006. október 7-én agyonlőtték annak a háznak a liftjében, amelyben lakott.

## Gyerekkora, iskolái, magánélete
New Yorkban, született, ahol szülei diplomataként dolgoztak.
Édesapja, Sztyepan Fjodorovics Mazepa (1927–2006), az ukrán misszió tagjaként dolgozott az ENSZ-ben. Kilenc nappal leányának meggyilkolása előtt halt meg. Édesanyja, Raisza Alekszandrovna Mazepa (1928–2021) diplomataként dolgozott az ENSZ-ben.
1980-ban diplomázott a Moszkvai Állami Egyetemen újságírás szakon. Az egyetemi évei alatt ment férjhez Alekszandr Vlagyimirovics Politkovszkijhoz. A házasságból két gyerek született. Karrierje a peresztrojka idején kezdett felfelé ívelni. Az 1990-es évek elején amerikai állampolgárságot kapott.

## Újságírói tevékenysége
1982–1993-ig az Izvesztyija című szovjet majd orosz politikai napilapnál és más, kevésbé jelentős orgánumoknál dolgozott. 1994-ig a Megepolisz-ekszpressz című hetilapnál elemzőként dolgozott. 1994–1999-ig az Obscsaja gazeta című újságnál a rendkívüli események osztályán dolgozott elemzőként.
1999 májusától a Novaja gazeta tudósítója és elemzője. Politkovszkaja többször is ellátogatott háborús övezetekbe. A 2000 januárban Csecsenföldön, a hadi cselekményekről készített riportsorozatáért "Oroszország arany tolla" díjban részesült. Ezenkívül az orosz újságíró szövetségtől "Jó cselekedet – jó szív" díjat valamint "Arany gong – 2000" díjat kapott.
Politkovszkaja szerzője számos dokumentumkötetnek, melyek a csecsenföldi helyzettel foglalkoznak: Utazás a pokolban, Csecsenföldi napló (2000) A második csecsen háború (2002), Csecsenföld: Oroszország szégyene. Utolsó cikkének címe a Novaja gazetában Szövetség bosszúból, amely azokról a csecsen osztagokról szól, amelyek az oroszok oldalán harcoltak. Több könyvét lefordították idegen nyelvekre, és megjelentek külföldön. A Putyin Oroszországa és az Oroszország Putyin nélkül kötetei Nagy-Britanniában jelentek meg.
2004 júniusában interjút készített Ramzan Kadirovval, aki akkor a csecsen elnök helyettese volt. Kadirov az interjú során goromba volt Politkoszkajával és fenyegetően viselkedett.

## Jogvédő tevékenysége
Az újságírás mellett Politovszkaja jogvédőként is tevékenykedett. Segített az elesett katonák szüleinek jogaik érvényesítésében a bíróságon. Korrupcióellenes vizsgálatot vezetett a Honvédelmi Minisztériumban, a Csecsenföldi Egyesített Erők Parancsnokságán, segítette a 2002. október 23–26. közötti moszkvai túszdráma áldozatait.
2001 szeptemberében egy publicisztikájában, amely Eltűnő emberek címmel jelent meg, a rendőrség munkatársait, akiket a csecsen belügyminisztériumhoz vezényeltek, békés polgári személyek ellen elkövetett gyilkosságokkal vádolt. A megvádolt személyek egyikét 11 évre ítélték.
2002 februárjában Politkovszkaja néhány napra eltűnt a csecsenföldi kiküldetése alatt, amit azzal magyarázott, hogy az FSZB elől akart eltűnni, hogy az ne akadályozza őt a lakosság körében elkövetett gyilkosságok felderítésében. Októberben részt vett a tárgyalásban a túszejtő csecsen terroristákkal, és vizet vitt a túszoknak.
2003-ban Ramzan Kadirovot és alárendeltjeit emberrablással és más bűncselekménnyel vádolta. 2004 szeptemberében a Novaja gazetában Ingusföld elnökéről, Murat Magometovics Zjazikovval jelentetett meg kritikus cikkeket. A Novaja gazeta főszerkesztője, Dmitrij Muratov azt mondta, hogy Politkovszkaja a halála napján egy anyagot akart leadni a csecsen hatóságok által alkalmazott gyakorlatról. Muratov elmondása szerint a készülő cikkben Kadirov biztonsági szolgálatát vádolta volna azzal, hogy embereket kínoznak.
Vitalij Jarosevszkij, a Novaja gazeta szerkesztője elmondta, hogy a gyilkosság után a rendőrség lefoglalta a cikket tartalmazó merevlemezt. Muratov szerint, eltűnt két kínzással vádolt férfi fényképe is.

## Meggyilkolása
2006. október 7-én lőtték le a liftben, abban a házban, amelyben lakott, Moszkva központjában. A rendőrök egy pisztolyt találtak mellette, valamint  négy töltényhüvelyt. Az első információk bérgyilkosságra utaltak, mivel négy lövést adtak le, köztük egy kontroll-lövést a fejére. Anna Politkovszkáját Vlagyimir Vlagyimirovics Putyin születésnapján és két nappal Ramzan Kadirov születésnapja után ölték meg.
2008 elején az Orosz Ügyészséghez tartozó Nyomozó Bizottság Nyomozó Főosztályának vezetője úgy nyilatkozott, hogy Politkovszkaja meggyilkolását Borisz Abramovics Berezovszkij orosz vállalkozó megrendelésére Hozs-Ahmed Nuhajev (angol formában: Khozh-Ahmed Noukhayev) csecsen bűnöző hajtotta végre (akiről később kiderült, hogy feltételezhetően már 2004 februárjában meghalt egy dagesztáni tűzharcban).
A bíróság 2014. május 20-án hozott ítéletet Politkovszkaja meggyilkolásának ügyében. Az elítéltek: a gyilkosságot végrehajtó Rusztam Mahmudov életfogytiglant kapott; nagybátyja, Lom-Ali Gaitukajev szintén életfogytiglant (ő előtte is emberölés miatt 2008-tól kezdődő, 15 éves börtönbüntetését töltötte); két testvérét, Dzhabrail Mahmudovot és Ibragim Mahmudovot 12 és 14 év fegyházra; Szergej Hadzsikurbanov volt rendőrtisztet, aki logisztikai támogatást nyújtott pedig 20 évre. A gyilkosságban szintén részt vevő Dmitrij Pavljuscsenkov rendőrtiszt ügyét külön kezelték, mivel együttműködött a hatóságokkal; ő volt az, aki a megfigyelési feladatokat ellátta illetve fegyvereket szerzett be; ő bűnrészességért 11 évet kapott. 
A gyilkosság valódi indítékát és megrendelőjét azóta is homály fedi, mivel a bíróság ezzel nem foglalkozott.
Hadzsikurbanov 2023-ban elnöki kegyelemmel szabadult 20 éves büntetéséből, mert Putyin elnök rendelete alapján a börtöntoborzások során jelentkezett az Ukrajna elleni háborúba harcolni, és teljesítette fél éves szerződését.

## Alakja műalkotásokban
Stefano Massini, olasz író nem sokkal Anna Politkovszkaja halála után monodrámát írt az újságírónő cikkei és önéletrajzi feljegyzései alapján. Magyarországon először a budapesti Katona József Színház mutatta be Fullajtár Andrea közreműködésével.

## Magyarul megjelent művei
- A második csecsen háború, fordította: Abonyi Réka, Gabo, Budapest, 2003
- Orosz napló, fordította: Szieberth Ádám, Athenaeum, Budapest, 2018
- Csakis a tiszta igazat (válogatott írások), fordította: Torma Péter, Athenaeum, Budapest, 2022